# Arte sassânida
A Arte sassânida é o termo geralmente usado para descrever a arte produzida pelos sassânidas da Pérsia do século III até sua queda em Ctesifonte, em 640.

## Pintura
Poucos traços da pintura sassânida restaram, mas se sabe que a arte floresceu no tempo da dinastia. O profeta Mani parece ter criado sua própria escola de pintura. Ferdusi fala sobre magnatas persas que decoravam suas mansões com figuras de heróis iranianos.

## Tecidos

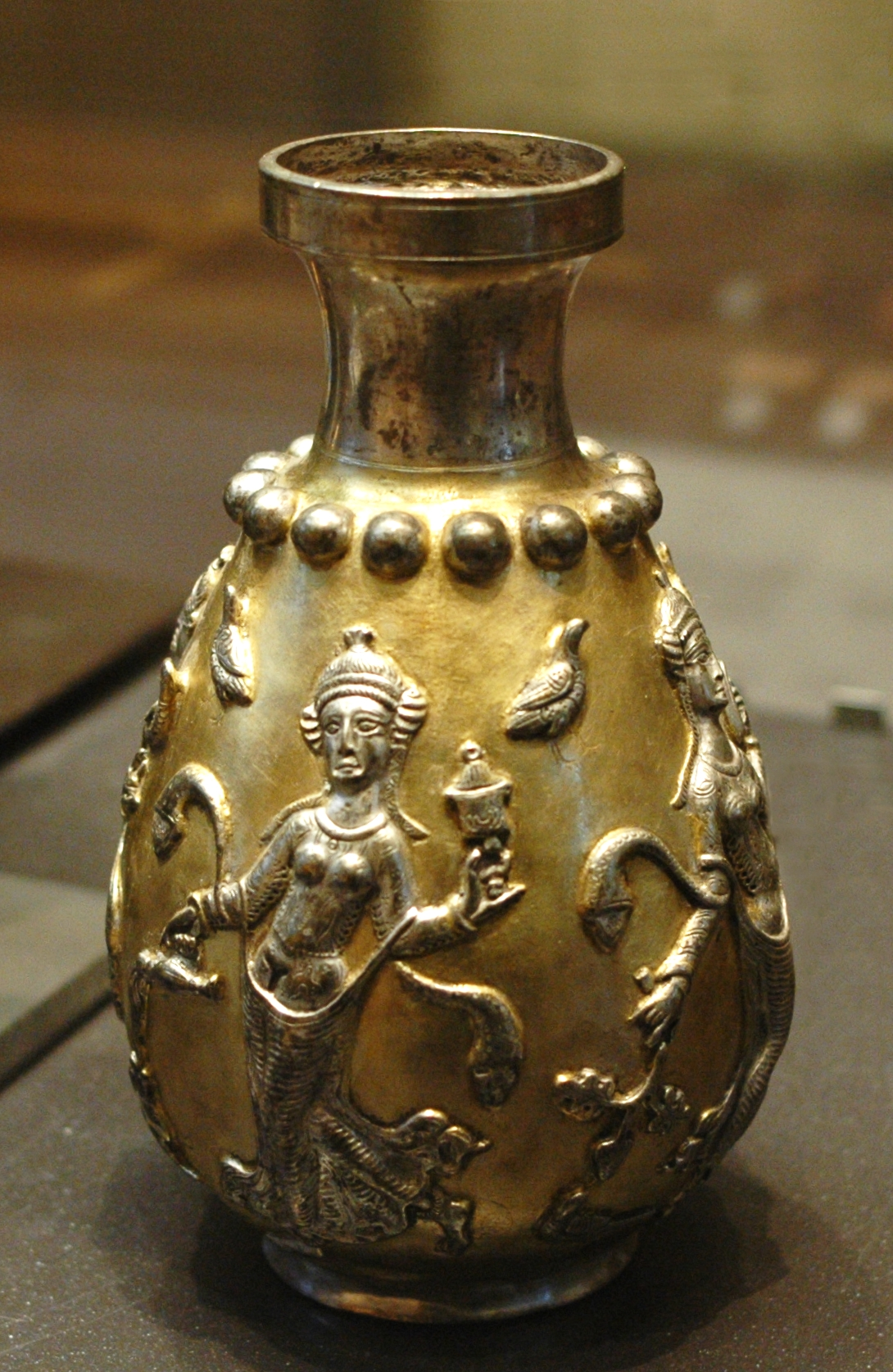
Vaso com quatro Dançarinos

A pintura, a escultura, a cerâmica e outras formas de decoração eram tão importantes quanto a arte em tecidos. Sedas, brocados, rendas, tapetes, barracas e tapeçarias eram feitas como obras de arte. O vestuário era ornamentado e os tapetes da época eram altamente valorizados e imitados em várias partes do mundo. Os tecidos que ainda restam hoje são talvez os tecidos mais caros que existem. No tempo das Cruzadas, estes tecidos eram usados para cobrir as relíquias dos santos.

## Cerâmica e metais
A cerâmica era altamente desenvolvida no tempo de aquemênidas e deve ter tido sua continuidade na Dinastia Sassânida. Ernest Fenollosa acreditava que foi da Pérsia que a arte do esmalte se espalhou para o Oriente. Vários pratos sassânidas ainda restam e estão expostos no Museu Britânico, no Hermitage e no Metropolitan Museum of Art, de Nova York. Os sassânidas usavam ouro também para decoração de livros e móveis.

## Influência
A arte sassânida reviveu formas e tradições nativas da Pérsia e no período Islâmico, a arte atingiu a costa do Mediterrâneo. A arquitetura sassânida influenciou o Império Bizantino e a arquitetura islâmica. Bagdá, por exemplo, foi baseada em precedentes persas.

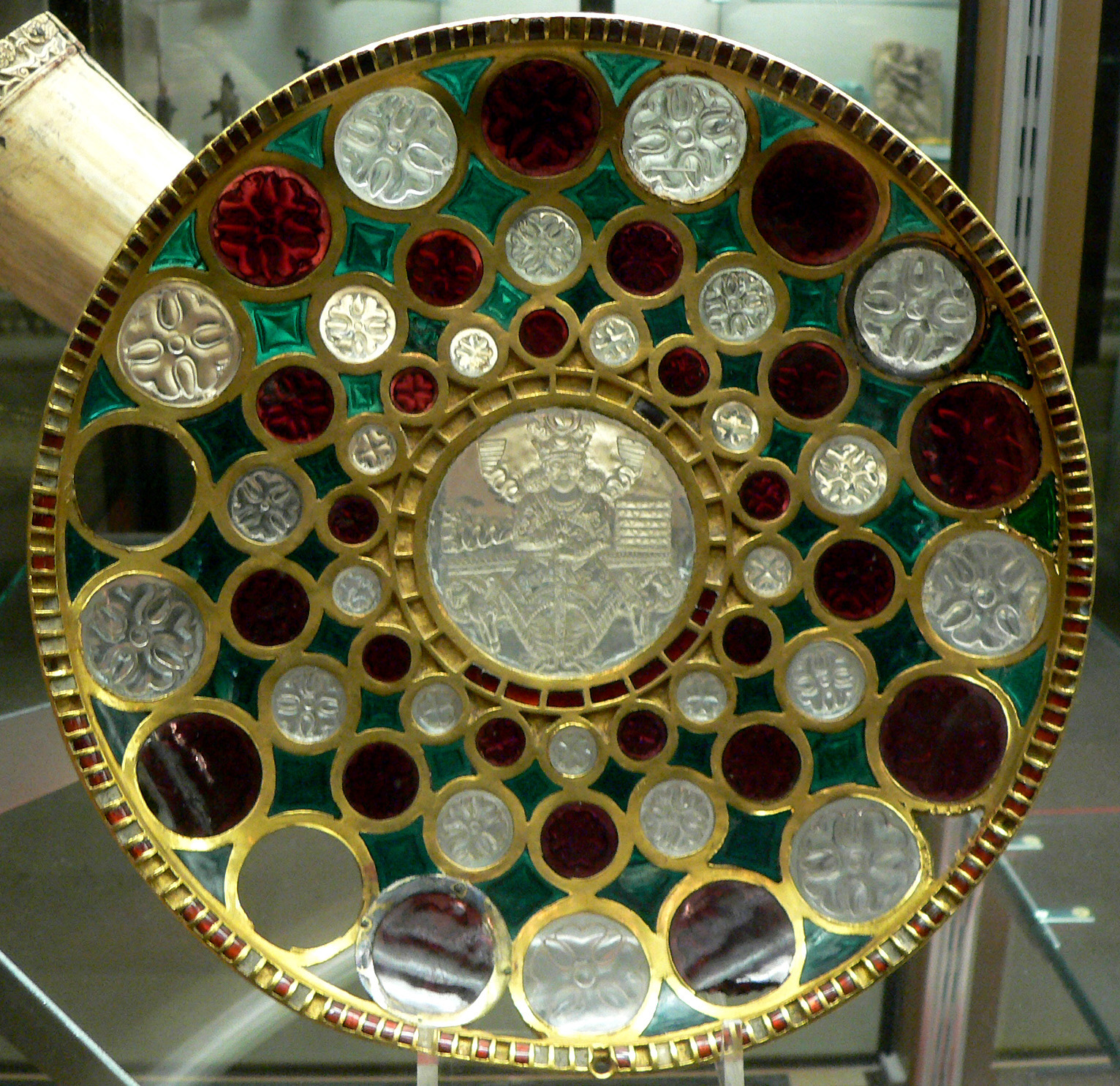
Tigela com imagem de Cosroes I no centro
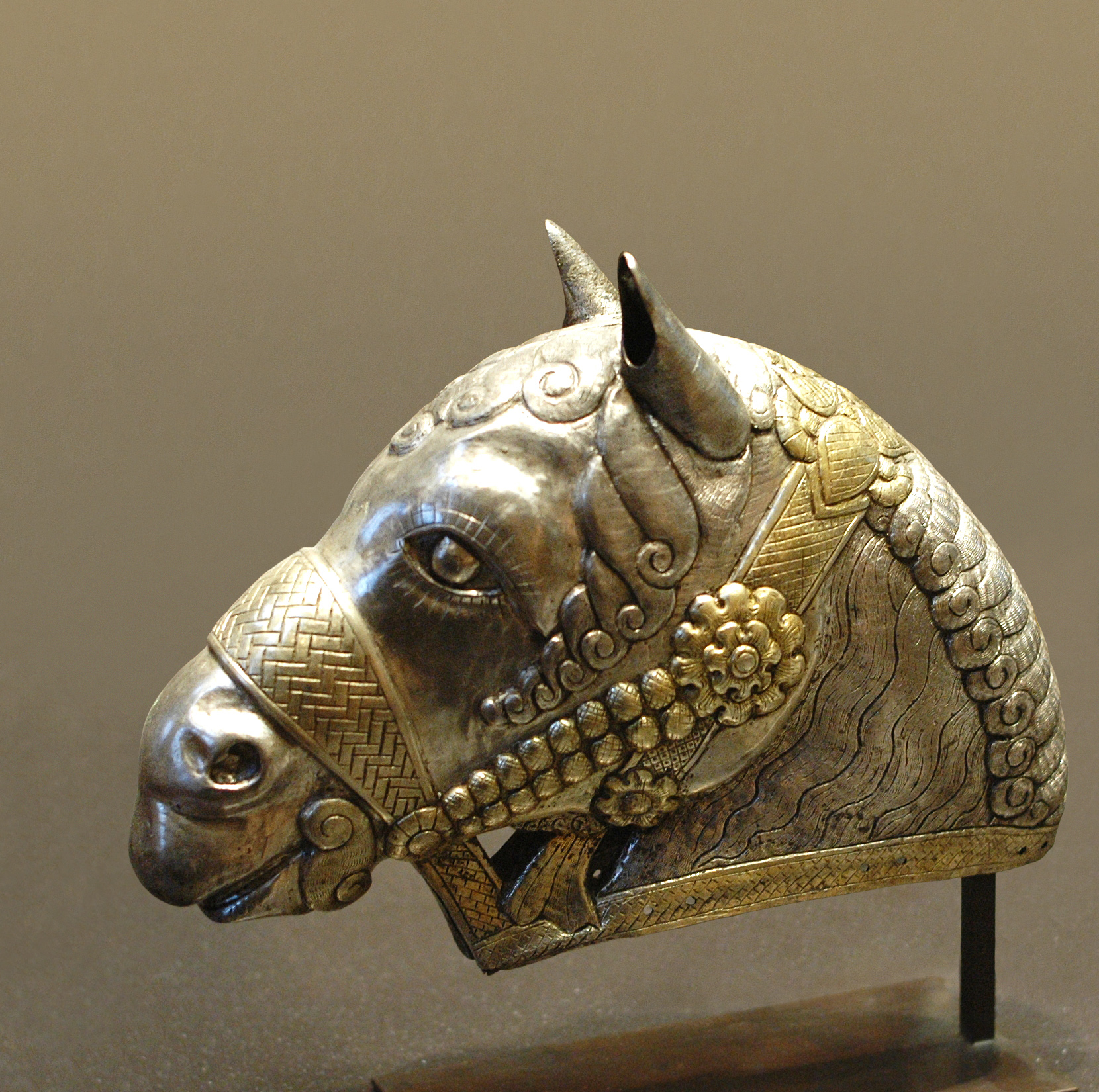
Cabeça de cavalo
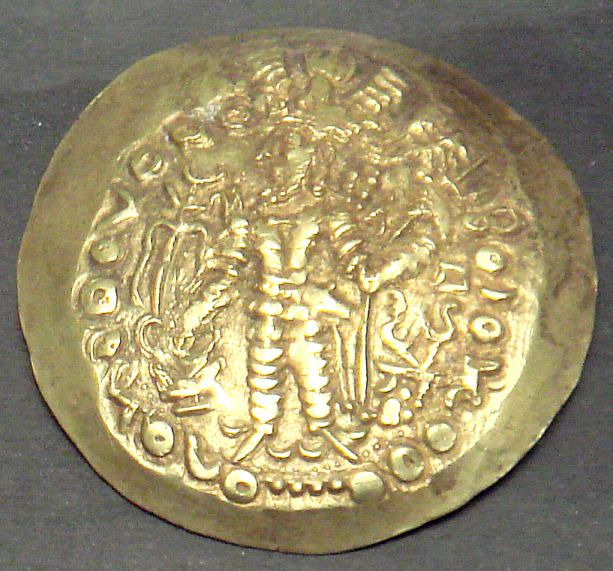
Moeda de ouro